# Boriskadűlő
Boriskadűlő (románul: Malea) falu Romániában, Maros megyében.

## Története
Mezőzáh község része. A trianoni békeszerződésig Torda-Aranyos vármegye Marosludasi járásához tartozott.

## Népessége
2002-ben 51 lakosa volt, ebből 51 román nemzetiségű.

## Vallások
A falu lakói közül 48-an ortodox hitűek.